# بلدة (نجم)
البلدة أو Pi Sagittarii (Pi Sgr, π Sagittarii, π Sgr) هو نظام نجمي ثلاثي في كوكبة الرامي قدرة الظاهري +2.89  و ساطع بما فيه الكفاية ليرى بسهولة بالعين المجردة. يقع هذا النجم على مسافة تقارب 510 سنة ضوئية (160 فرسخ فلكي) من الأرض استنادا إلى قياسات التزيح. ولأنه قريب من مسار الشمس، يمكن في بعض الأحيان أن يحتجب نجم البلدة خلف القمر، ومن نادرا جدا أن يحتجب خلف كواكب النظام الشمسي وسيحدث الإحتجاب الكوكبي المقبل في 17 فبراير 2035، عندما يحتجب نجم البلدة خلف كوكب الزهرة .

## خصائص
طيف هذا النجم يطابق تصنيف نجمي F2 II. التصنيف 'II' هو تصنيف ضياء عملاق ساطع استنفذ الهيدروجين في نواتة ويتبع مسار تطور بعيدا عن نجوم النسق الأساسي مثل الشمس. لأن كتلتة تقارب ستة أضعاف كتلة الشمس ووصل إلى هذه المرحلة خلال 67 مليون سنة فقط. ويشع الغلاف الخارجي طاقة في درجة حرارة فعالة تبلغ حوالي 6,590 كلفن، مما يعطية لون أصفر وأبيض لنجم من النوع F.
نجم البلدة لدية مرافقان يقع الأول في مسافة زاوية قدرها 0.1 دقيقة قوسية أو 13 وحدة فلكية على الأقل . المرافق الثاني يبعد 0.4 دقيقة قوسية نحو 40 وحدة فلكية أو أكثر. ولا تتوفر حاليا معلومات عن مدارات هذه النجوم.

## التسمية
عند العرب البلدة في كوكبة القوس هي بقعة من السماء جرداء ليس فيها كواكب عند نجوم البيض والأدحي الموضع الخالي تحت القلادة وهو المنزل الحادي والعشرون من منازل القمر. وتسمية البلدة (بالإنجليزية: Albaldah)‏ هي التسمية التي أختارها فريق عمل الاتحاد الفلكي الدولي للأسماء النجوم والذي أنشأة الاتحاد الفلكي الدولي في مايو 2016 لفهرست وتوحيد الأسماء الخاصة للنجوم . للمجتمع الفلكي الدولي. . الأسماء الخاصة للنجوم هي أسماء النجوم المتشتقة غالبا من العربية اواللاتينية. ولقد كان تعين هذا النجم نير البلدة Nir al Beldat وهذة التسمية مذكورة في فهرس النجوم للفلكي محمد الاخصاصي الموقت وترجمت إلى اللاتينية Lucida Oppidi.